# Preux-au-Sart
Preux-au-Sart ist eine französische Gemeinde mit 302 Einwohnern (Stand: 1. Januar 2022) im Département Nord in der Region Hauts-de-France. Sie gehört zum Arrondissement Avesnes-sur-Helpe und zum Kanton Aulnoye-Aymeries.

## Geographie
Die Gemeinde Preux-au-Sart liegt im Regionalen Naturpark Avesnois, drei Kilometer südlich der Grenze zu Belgien und zehn Kilometer südöstlich von Valenciennes. Sie grenzt im Norden an Wargnies-le-Petit, im Nordosten an La Flamengrie (Berührungspunkt), im Osten an Saint-Waast und L’Orée de Mormal, im Süden an Gommegnies und im Westen an Frasnoy. An der westlichen Gemeindegrenze verläuft der Fluss Aunelle.

## Bevölkerungsentwicklung
| Jahr                              | 1962 | 1968 | 1975 | 1982 | 1990 | 1999 | 2006 | 2012 | 2020 |
| Einwohner                         | 238  | 239  | 267  | 236  | 246  | 233  | 264  | 297  | 304  |
| Quellen: Cassini, EHESS und INSEE |      |      |      |      |      |      |      |      |      |

## Sehenswürdigkeiten

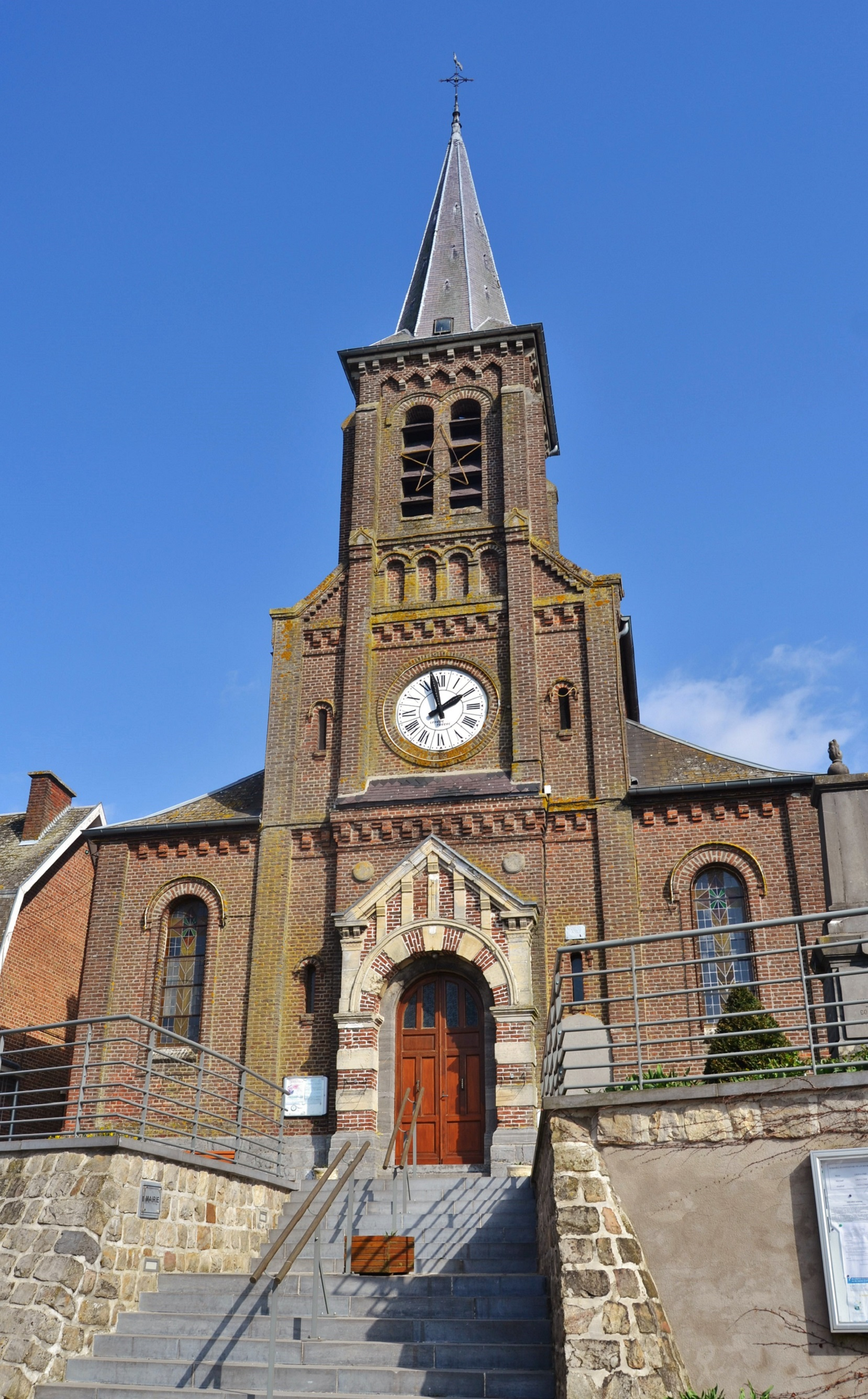
Kirche Saint-Martin

- Kirche Saint-Martin
- Kapelle Saint-Hubert
- Schloss